# Wincuk Wiaczorka
Wincuk (Walancin) Ryhorawicz Wiaczorka (biał. Вінцук (Валянцін) Рыгоравіч Вячорка, ros. Винцук (Валентин) Григорьевич Вечёрко, Wincuk (Walentin) Grigorjewicz Wieczorko; ur. 7 lipca 1961 w Brześciu) – białoruski polityk i działacz społeczny, od 1979 roku aktywny uczestnik białoruskiego ruchu narodowo-demokratycznego, w latach 1999–2007 przewodniczący Partii BNF; filolog, nauczyciel języka i kultury białoruskiej; wielokrotnie aresztowany.

## Życiorys
Urodził się 7 lipca 1961 roku w Brześciu, w obwodzie brzeskim Białoruskiej SRR, ZSRR. W 7. klasie przeprowadził się do Mińska. W 1983 roku ukończył studia na Wydziale Filologii Białoruskiego Uniwersytetu Państwowego im. Włodzimierza Lenina, uzyskując wykształcenie nauczyciela języka i kultury białoruskiej. W 1986 roku ukończył aspiranturę w Instytucie Językoznawstwa Akademii Nauk Białoruskiej SRR.
Pracował jako wykładowca w Mińskim Państwowym Instytucie Pedagogicznym. Od 1988 roku był dziennikarzem i zastępcą redaktora naczelnego czasopisma „Spadczyna” (pol. Spuścizna). Od 1990 roku pracował jako nauczyciel w Białoruskim Liceum Humanistycznym (według innego źródła obie te funkcje sprawował od 1 stycznia 1991 roku).

### Działalność polityczna

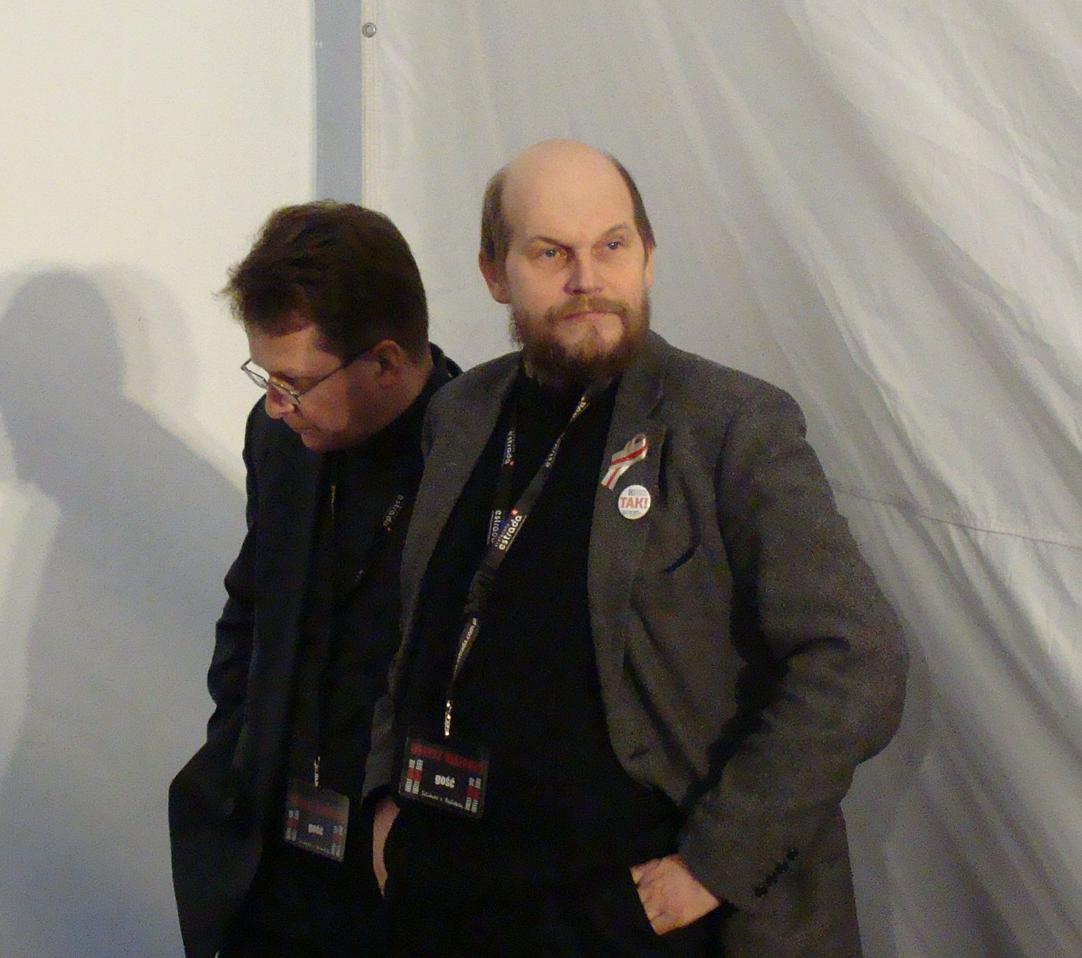
Wincuk Wiaczorka i Lawon Barszczeuski podczas koncertu „Solidarni z Białorusią” w Warszawie, marzec 2009

Od 1979 roku aktywnie uczestniczył w białoruskim ruchu narodowo-demokratycznym. Był współzałożycielem i przewodniczącym grup i organizacji młodzieżowych: „Majstrouni” (1979–1984), „Tałaki” (1986–1989) i Konfederacji Białoruskich Stowarzyszeń Młodzieżowych (1988–1989). Dwukrotnie bezskutecznie kandydował na deputowanego parlamentu: w 1990 roku do Rady Najwyższej Białoruskiej SRR XII kandencji i 1995 roku do Rady Najwyższej Republiki Białorusi XIII kadencji. Od 1995 roku był założycielem i przewodniczącym pozarządowej, społecznej organizacji oświatowej – Centrum „Supolnaść”. W latach 1999–2000 pełnił funkcję przewodniczącego grupy roboczej Zgromadzenia Organizacji Pozarządowych Białorusi.
W 1988 roku był jednym z założycieli i członkiem Komitetu Organizacyjnego Białoruskiego Frontu Ludowego. Stał na czele Komisji ds. Dokumentów Programowych, wchodził w skład Sejmu BFL (organu zarządzającego). W latach 1995–1999 był wiceprzewodniczącym BFL. W 1999 roku doszło do rozłamu we Froncie, w wyniku którego powstały dwa ugrupowania: Konserwatywno-Chrześcijańska Partia – BNF pod kierownictwem Pazniaka oraz Partia BNF, na czele której stanął Wincuk Wiaczorka. Od tego czasu pełnił funkcję przewodniczącego Partii BNF oraz organizacji społecznej BNF „Odrodzenie”. 17 grudnia 2005 roku został ponownie wybrany na te stanowiska. 9 grudnia 2007 roku, na kolejnym zjeździe partii, zastąpił go Lawon Barszczeuski. Wiaczorka został wybrany na pierwszego wiceprzewodniczącego i szefa Komisji ds. Działalności Międzynarodowej. Jego kandydaturę na to stanowisko poparło 173 z 237 delegatów partii.
W czasie wyborów prezydenckich w 2006 roku Wincuk Wiaczorka był mężem zaufania wspólnego kandydata sił demokratycznych Alaksandra Milinkiewicza. Od maja 2007 roku jest współprzewodniczącym Rady Politycznej Zjednoczonych Sił Demokratycznych, odpowiadając za pracę informacyjno-mobilizacyjną i stosunki międzynarodowe.
W marcu 2010 została zarejestrowana jego kandydatura do Rady Miejskiej w Mińsku

## Represje
Wincuk Wiaczorka był wielokrotnie aresztowany i obciążany karami finansowymi za udział w masowych akcjach społecznych. W kwietniu 1996 roku, po manifestacji Czarnobylska droga, na znak protestu w areszcie odmawiał przyjmowania pokarmu. Sprawa karna dotycząca tych wydarzeń trwała do 1998 roku. Wiaczorka oskarżony był wówczas o wywieranie presji na milicję.

## Życie prywatne
Wincuk Wiaczorka swobodnie posługuje się kilkoma europejskimi językami. W książce „Kto jest kim w Białorusi” opisany został następująco: Intelektualista (…) o wszechstronnym wykształceniu, erudyta, w kontaktach dokładny i obowiązkowy, dobrze wychowany. (…) umiejący pozyskiwać sojuszników i prowadzić rozmowy z oponentami. Mieszka w pobliżu Zalewu Cniańskiego, w północnej części Mińska. Był żonaty z działaczką kulturalną i producentem muzycznym Aryną Wiaczorką, mają razem trójkę dzieci: Franciszka, Radosławę i Rużanę. Obecnie jest rozwiedziony.

## Publikacje
Wincuk Wiaczorka opublikował liczne wystąpienia w białoruskich i zagranicznych periodykach o tematyce społeczno-politycznej. Jest autorem m.in.:
- Prawapis. Sproba suczasnaje narmalizacyi. „Spadczyna”. 5, 1995. (biał.).brak numeru strony;
- Pra hierb i sciah. Mińsk: 1993. (biał.). Brak numerów stron w książce.

## Odznaczenia
- Medal 100-lecia Białoruskiej Republiki Ludowej – 2019[5]
- Medal Franciszka Skaryny – Zjednoczony Gabinet Przejściowy Białorusi, 2024[6]